# Musculus longissimus cervicis

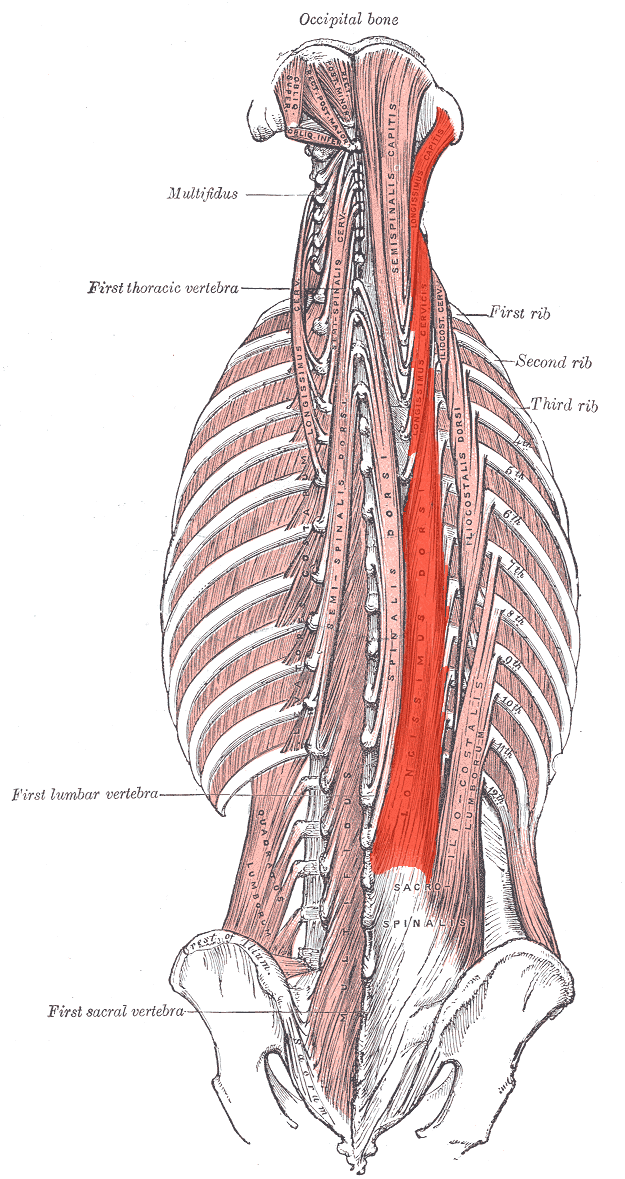
A hát mély izmai (A vörössel jelöltek közül a középső a longissimus cervicis)

A musculus longissimus cervicis egy hosszúkás izom az ember hátában.

## Eredés, tapadás, elhelyezkedés
A felső öt hátcsigolya processus transversus vertebraeről ered. A II.-VI. nyakcsigolya processus transversus vertebrae-nek a tuberculum posterius vertebrae cervicalis-án tapad.

## Funkció
Feszíti a gerincet. Forgat, stabilizál.

## Beidegzés, vérellátás
A ramus posterior nervi spinalis idegzi be. Az arteria sacralis lateralis látja el vérrel.

## Külső hivatkozások
- Kép
- Kép, leírás
- Kép